# 漢森冰原島峰
74°48′S 162°20′E / 74.800°S 162.333°E
漢森冰原島峰（英語：Hansen Nunatak），是南極洲的冰原島峰，位於維多利亞地的斯科特海岸，處於拉森山東北面6公里和里德冰原島峰以東11公里，海拔高度965米，由英國探險隊發現，現時由南極條約體系管理。